# Hermann Schmitt (Jurist, 1863)
Hermann Schmitt (* 8. November 1863 in Würzburg; † 19. September 1943 in Hausham, Oberbayern) war ein deutscher Richter und Ministerialbeamter in Bayern.

## Leben
Schmitt studierte an der Ludwig-Maximilians-Universität (LMU) Rechtswissenschaft. 1884 wurde er Mitglied des Corps Bavaria München. Nach der Staatsprüfung war er Hilfsarbeiter bei der Staatsanwaltschaft am Landgericht Würzburg (1890), III. Staatsanwalt am Landgericht Neuburg an der Donau (1891), Amtsrichter in Lichtenfels (1893) und Aschaffenburg (1894) und II. Staatsanwalt am Landgericht Augsburg (1897). Nach sechs Jahren als Landgerichtsrat am Landgericht Amberg kam er am 1. April 1905 an das Landgericht Bamberg, wo er die Aufsicht über  die Grundbücher im Oberlandesgerichtsbezirk Bamberg führte.
Zum 16. November 1908 wurde er in das Bayerische Staatsministerium der Justiz einberufen. Ab dem 1. Februar 1910 war er zugleich Richter am Bayerischen Obersten Landesgericht. Von 1911 bis 1924 war er im Nebenamt Vorsitzender der juristischen Prüfungskommission an der LMU. Zu Beginn der Münchner Räterepublik (am 3. April 1919) wurde er Vorsitzender der juristischen Prüfungskommissionen an den drei Universitäten des Freistaats Bayern (München, Würzburg, Erlangen). Ebenfalls nebenamtlich – mit Titel, Rang und Vortrittsrecht eines Ministerialrats (1912) und eines Ministerialdirektors (1919) – saß er von 1912 bis 1923 in der Flurbereinigungskommission.
Seit dem 1. April 1919 Generalsekretär des Staatsministeriums der Justiz, wurde er am 1. April 1920 zum Ministerialdirektor und am 1. Oktober 1923 zum Bayerischen Staatsrat ernannt. Mit 68 Jahren trat er am 1. Januar 1932 in den Ruhestand.
Hermann Schmitt engagierte sich in den 1920er Jahren für das Sozialwesen der bayerischen Justizmitarbeiter. Zu diesem Zweck gründete er Erholungsheime in Bad Aibling und Fischbachau (sogenannte Richterheime), die ab 1933 in der Stiftung Staatsrat Hermann Schmitt Heime geführt wurden.

## Ehrungen
- Ehrendoktor (Dr. iur utr. h. c.) der Julius-Maximilians-Universität Würzburg (1923)
- Ehrenmitglied des Deutschen Richtervereins (1928)